# 清流部落
清流部落是台灣原住民的群落，位於台灣南投縣仁愛鄉互助村。日治時期被稱為「川中島社」。大部份居民是霧社事件遺族，為賽德克族德克達雅群。

## 歷史

餘生紀念館

事件前霧社是總督府理番政策的重點地區，儘管如此還是出現了大規模的反抗。因此總督府修正了臺灣原住民的種族歧視政策，並且加速皇民化教育，對原住民思想改造。並將原住民強制遷移到平地定居，由狩獵改為農耕生活。巴蘭社群（巴蘭、塔卡南、卡茲庫）雖然因為在事件中保持中立並救助日人而未遭受處罰，但在1939年時，仍因日本人興建萬大水庫而遷移到北港溪中游台地，取名為中原社。
霧社事件後，台灣總督強迫剩下的賽德克族德克達雅群離開霧社週邊的祖居地，搬遷至川中地區。日本人引誘與馬赫坡社有嫌隙的部落對其騷擾，於是乎道澤社等部落對收容在羅多夫收容所的遺族進犯，是為「第二次霧社事件」。第二次霧社事件後抗日六社遺族僅剩298名。1931年5月6日，日本官方強制六社全部遷移到北港溪流域與眉原溪交會處之川中島，以集中監視，並將六社合成一社改名為「川中島社」不得回原籍，從此霧社地區賽德克族永離祖居。從高山遷至低原區，六社遺族多水土不服，許多人染痢疾、瘧疾而死，亦有因憂恨而自殺身亡者；潛回原居地者4人，3人處死，1人年幼飭回。之後，日方舉行「歸順典禮」，帶走23名遺族壯丁，此23人皆被刑求而死於獄中。約在同時，巴蘭社群也被以類似手法捕殺了16名曾參加起義的男子。
最後六社遺族僅剩老弱婦孺200多名（約霧社事件前五分之一），原抗日六社居住地的霧社地區，日方則無條件撥給於一、二次霧社事件中協助日方的「味方蕃」（今賽德克族道澤/都達群），居住至今。
二戰後，在台灣省議會的協助下，殘餘的賽德克人才得以安居。接著改善部落附近的道路，讓賽德克人可以平安回家。
幾次的天災重創了清流部落。如九二一大地震、納莉颱風、賀伯颱風和象神颱風、龍王颱風等災害屢屢重創清流部落。等到龍王颱風過後，散落在台灣各地的賽德克族人紛紛返鄉，讓清流部落再次「重生」。

## 地理

清流部落

清流部落位置於投80線對岸，接近惠蓀林場附近。處於北港溪畔。

## 相關頁面
- 莫那·魯道
- 霧社事件

## 外部鏈結
- 清流部落【Alang gluban】 - 臺灣原住民族資訊資源網 （页面存档备份，存于）